# Ligne de Malaunay - Le Houlme à Dieppe
La ligne de Malaunay - Le Houlme à Dieppe est une ligne ferroviaire française, non électrifiée à écartement standard et à une ou deux voies. Elle relie les villes de Malaunay et de Dieppe, dans le département de la Seine-Maritime. Elle constitue la ligne 350 000 du réseau ferré national.
Mise en service en 1848 par la Compagnie anonyme des chemins de fer de Dieppe et de Fécamp, elle est depuis la fermeture de la section Serqueux-Dieppe de la  ligne de Paris-Saint-Lazare à Dieppe par  Pontoise et Gisors la seule voie d'accès ferroviaire à la ville de Dieppe.

## Histoire

### Chronologie
- 13 septembre 1845, concession à la Compagnie Seillière[1]
- 14 octobre 1845, création de la Compagnie anonyme des chemins de fer de Dieppe et de Fécamp[1]
- 1er août 1848, mise en service officielle de Malaunay à Dieppe[1]

### Origine de la ligne
L'adjudication de la concession de l'embranchement de Dieppe est autorisée, avec celle de l'embranchement de Fécamp, par une loi le 19 juillet 1845. Son point de départ sera sur le chemin de fer de Rouen au Havre et la durée des travaux est fixée à trois ans. La signature d'une convention accordant la concession des deux itinéraires au bénéfice de la Compagnie des chemins de fer de Dieppe à Fécamp présidée par MM. d'Halton-Sée et Édouard Blount intervient le 13 septembre 1845. Cette convention est approuvée par ordonnance royale le 18 septembre suivant. Les statuts de la Compagnie anonyme des chemins de fer de Dieppe et de Fécamp sont approuvés par l'ordonnance royale du 14 octobre.
Le chantier, confié à l'entreprise Mackensie et Brassey, est important du fait d'un tracé au profil difficile et de la nécessité de réaliser de nombreux ponts et un tunnel long de 1 600 mètres près de Dieppe. Les dépenses qui dépassent les prévisions et le krach de 1847 mettent la compagnie en difficulté et retardent les travaux. L'État sensible à ces paramètres prolonge l'échéance, de la mise en exploitation, de 18 mois par la loi du 9 août 1847. La mise en service a lieu le 1er août 1848.
Pour essayer de résoudre ses problèmes financiers, la compagnie cède en affermage l'exploitation de sa ligne à la compagnie du chemin de fer de Paris à Rouen. Qui elle-même est fusionnée le 16 juin 1855 dans une nouvelle entreprise, la Compagnie des chemins de fer de l'Ouest

## Caractéristiques

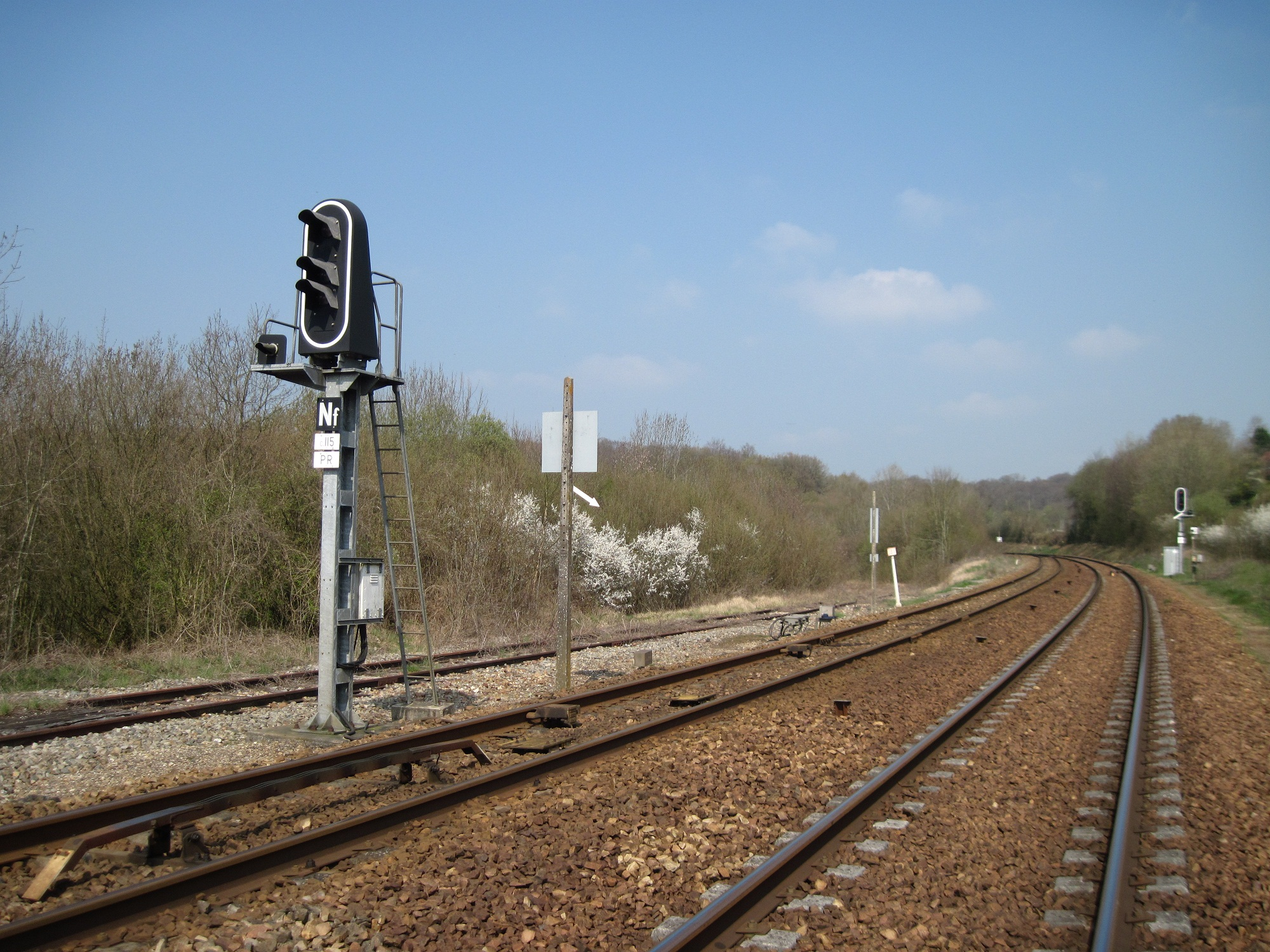
Passage en voie unique à la sortie nord de la gare de Clères (à gauche, l'ancien raccordement vers Motteville).

### Tracé
La ligne de Malaunay - Le Houlme à Dieppe a son origine en gare de Malaunay - Le Houlme, en parallèle avec la ligne de Paris-Saint-Lazare au Havre dont elle se détache sur la droite après le grand viaduc de Malaunay. Établie sur un axe nord-ouest, elle remonte la vallée du Cailly, traverse la gare de Montville, passe dans la vallée de la Clérette, via le territoire communal d'Anceaumeville, et atteint la gare de Clères.

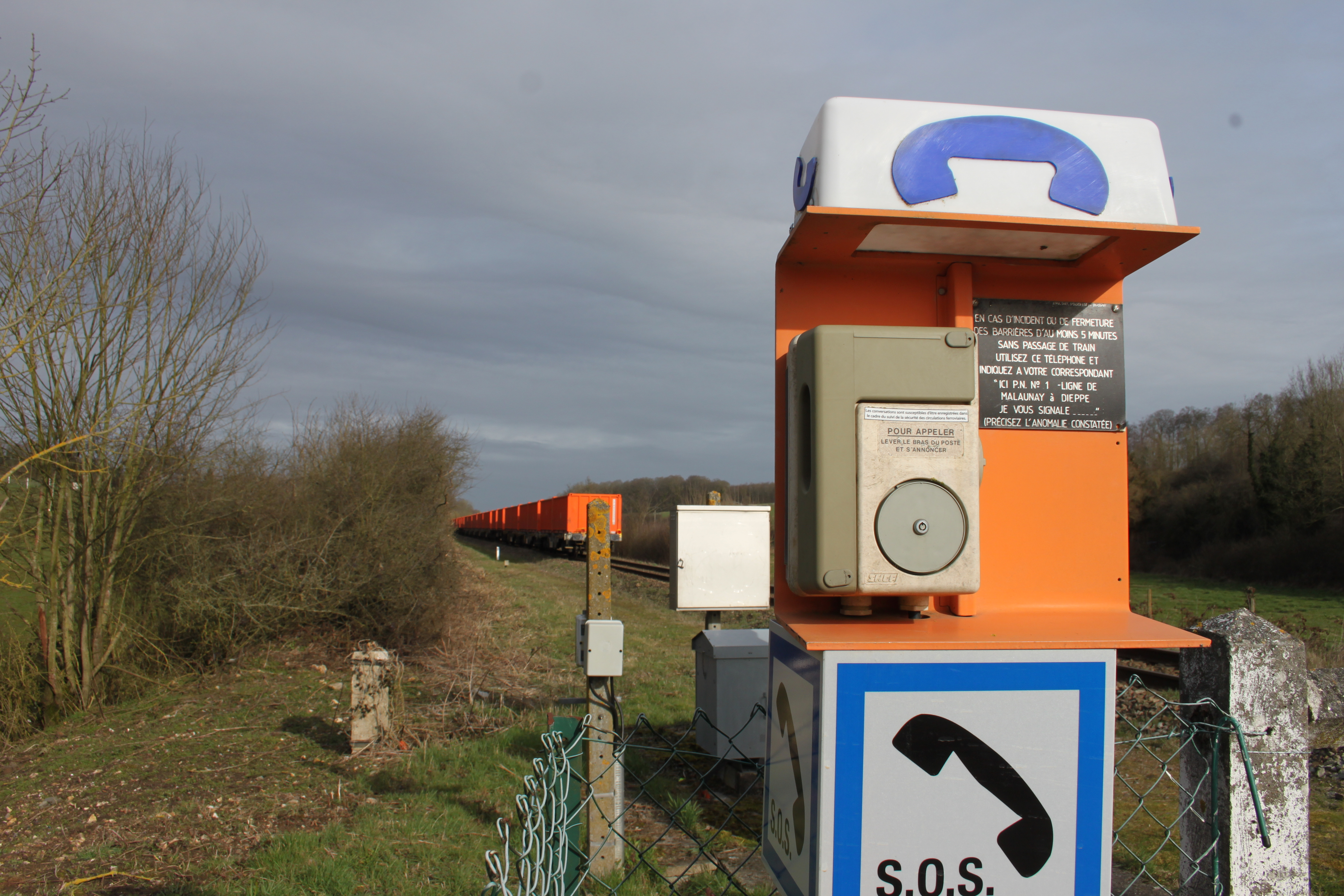
Le premier passage à niveau de la ligne.

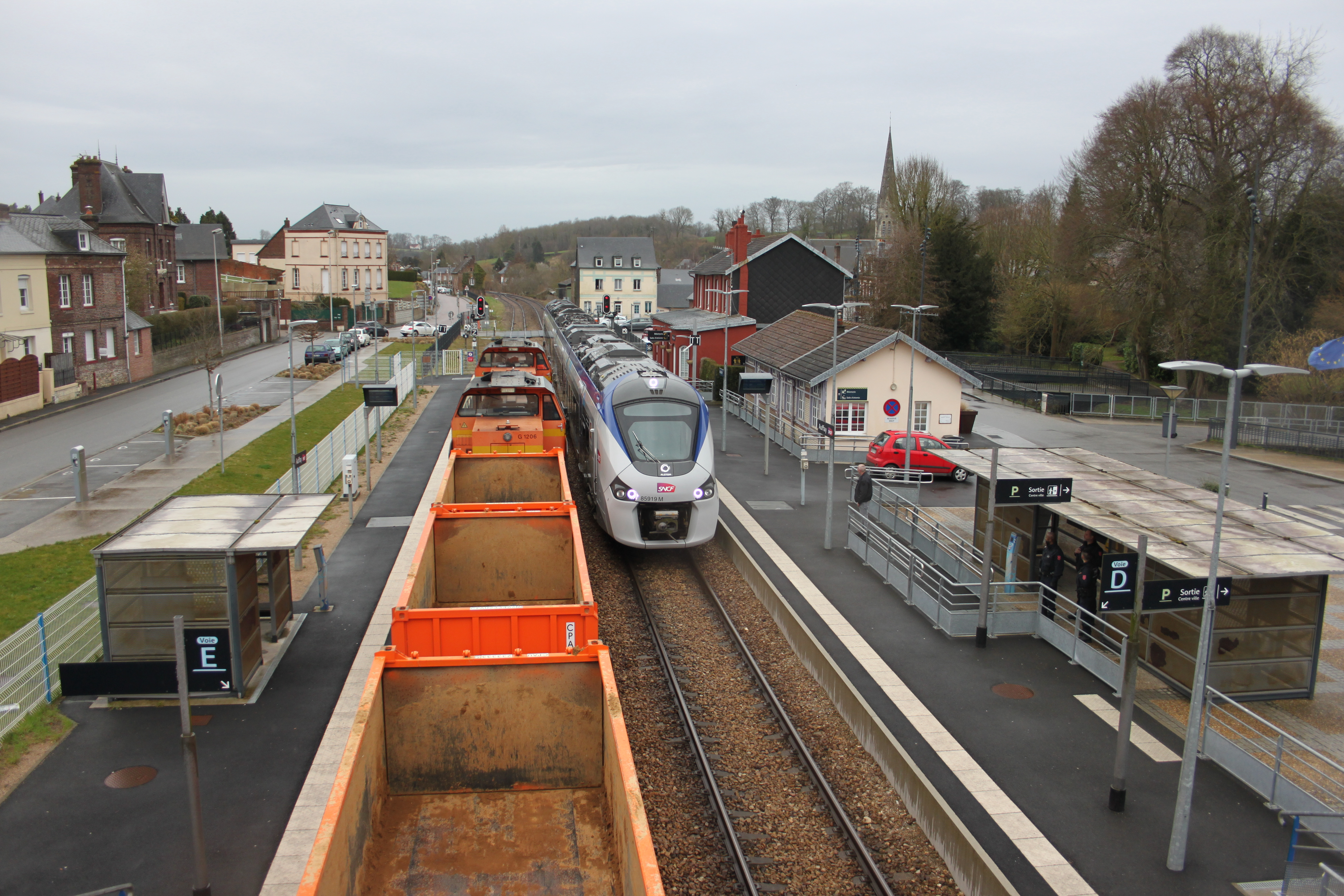
En gare d'Auffay, stationnement d'un train de wagons porte-bennes pour Rouxmesnil-Bouteilles.

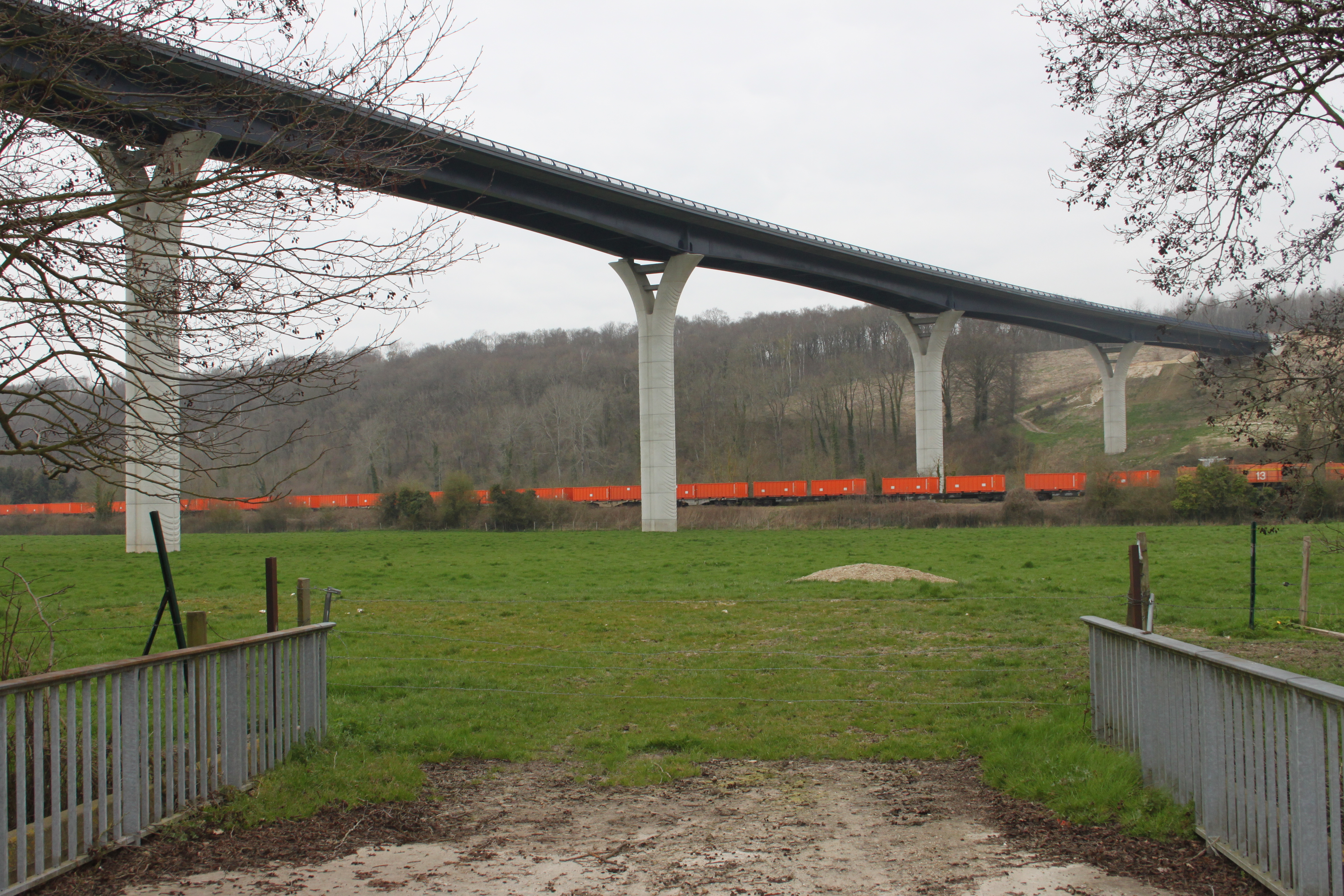
Viaduc de la Scie et train de terre (pour le chantier du quartier Flaubert, à Rouen).

À la sortie de cette gare, elle laisse sur sa gauche le raccordement rejoignant par l'ouest la ligne de Montérolier - Buchy à Motteville et, désormais à voie unique, s'oriente vers le nord pour franchir, par une rampe de 10 mm/m, le seuil séparant les vallées de la Clérette et de la Scie. Peu avant le point haut d'Étaimpuis, elle passe sous la ligne de Montérolier - Buchy à Motteville, jadis accessible vers l'est par un raccordement à double voie aujourd'hui déferré, puis descend vers Saint-Victor-l'Abbaye et la vallée de la Scie, qu'elle franchit plusieurs fois tout en se dirigeant vers la mer, en pente de 4 mm/m, desservant les gares d'Auffay, de Longueville-sur-Scie, d'Anneville-sur-Scie (fermée) et de Saint-Aubin-sur-Scie. Après l'ancienne gare du Petit-Appeville (fermée), où s'embranchait jadis la ligne de et vers Fécamp, elle franchit une dernière fois la Scie avant de quitter sa vallée pour passer dans celle de l'Arques, en traversant une colline par le tunnel dit de Saint-Pierre, long de 1 656 m, et rejoindre dans le quartier du même nom la ligne directe venant jadis de Paris, puis la gare de Dieppe située à proximité des quais du port.

### Équipement
Non électrifiée, elle dispose d'une double voie entre Malaunay et Clères et d'une voie unique de Clères à Dieppe. Elle est équipée sur toute sa longueur du Block automatique à permissivité restreinte (BAPR).

### Vitesse limite
Les vitesses limites de la ligne en 2014 pour tous types de trains sont de 120 km/h sur la section à double voie de Malaunay à Clères et de 140 km/h sur la section à voie unique de Clères à Dieppe, mais les trains de certaines catégories, comme les trains de marchandises, sont soumis à des limites plus faibles.

## Exploitation
Jusqu'en 1994, il existait deux relations Corail quotidiennes, l'une de jour, l'autre de soirée entre Paris-St Lazare, Rouen et Dieppe-Maritime, en correspondance avec les bateaux vers l'Angleterre (Newhaven). Le service a été suspendu avec l'arrivée de l'Eurostar. Depuis la fermeture brutale de la section Serqueux - Dieppe, en 1988, qui a entraîné la suppression de plusieurs trains directs Paris-Dieppe par cette voie, plus rapide, le port normand n'est plus desservi que par cette ligne.
Longtemps quotidienne, la liaison Paris-Rouen-Dieppe sans changement a d'abord été limitée à deux allers-retours Intercités  uniquement les samedis et dimanches en 2009, puis purement et simplement supprimée en décembre 2013. Aujourd'hui, en semaine, toutes les circulations sont assurées par le service TER étoffé entre Rouen et Dieppe. Depuis février 2020, un aller-retour Paris-Rouen-Dieppe circule de nouveau le week-end. 

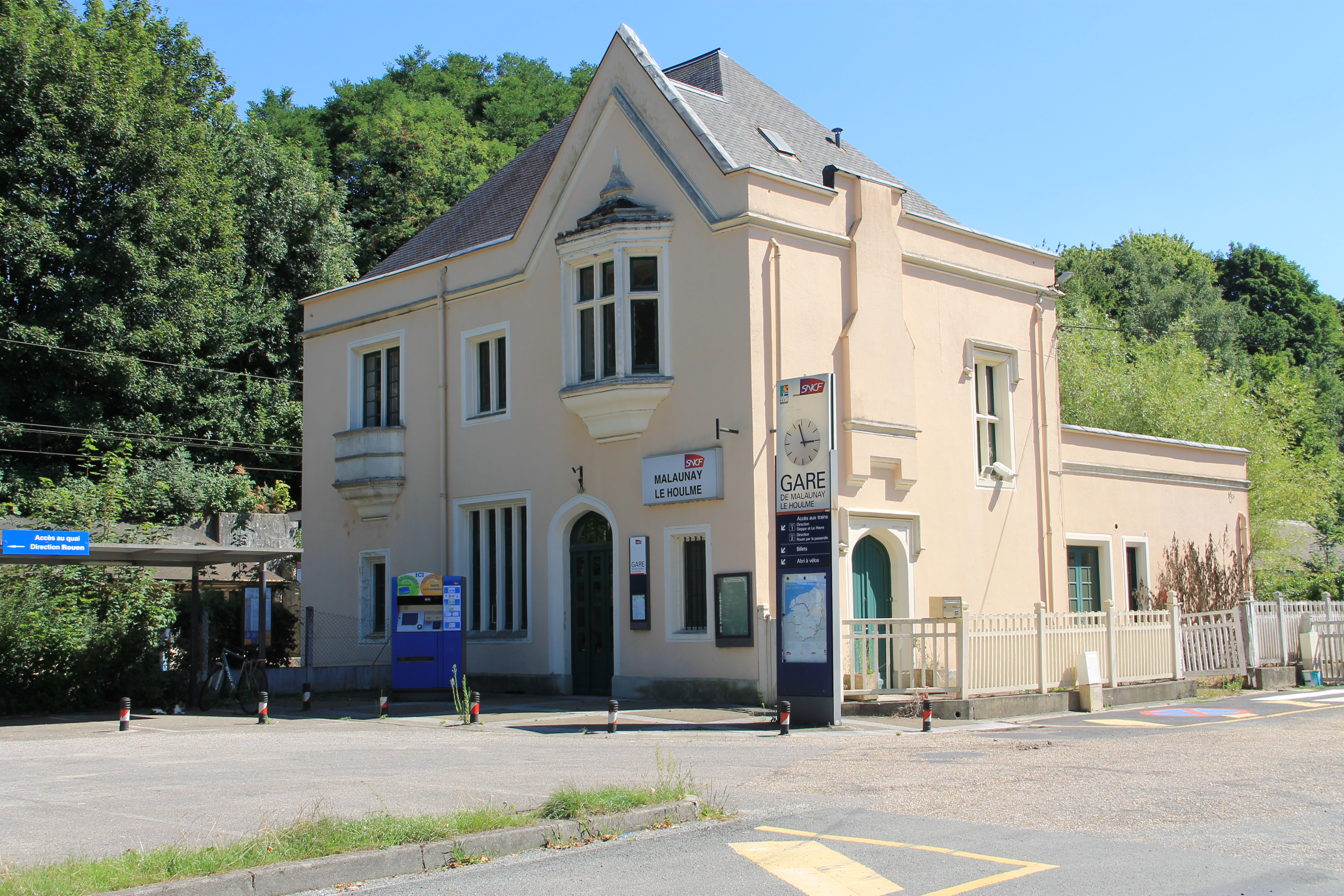
Gare de Malaunay-Le Houlme en août 2015.
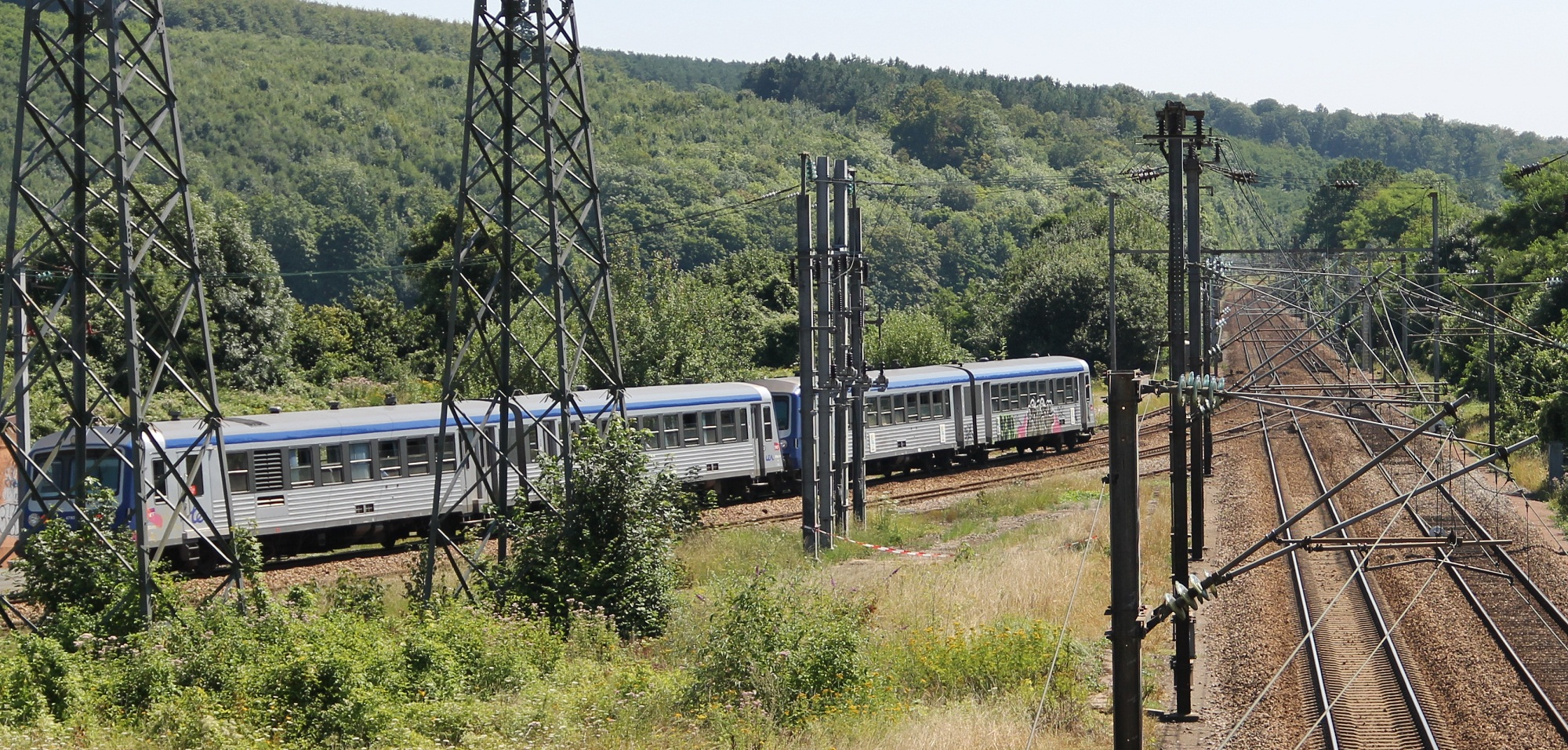
Un autorail Dieppe – Rouen à la bifurcation de Malaunay le 10 août 2012.
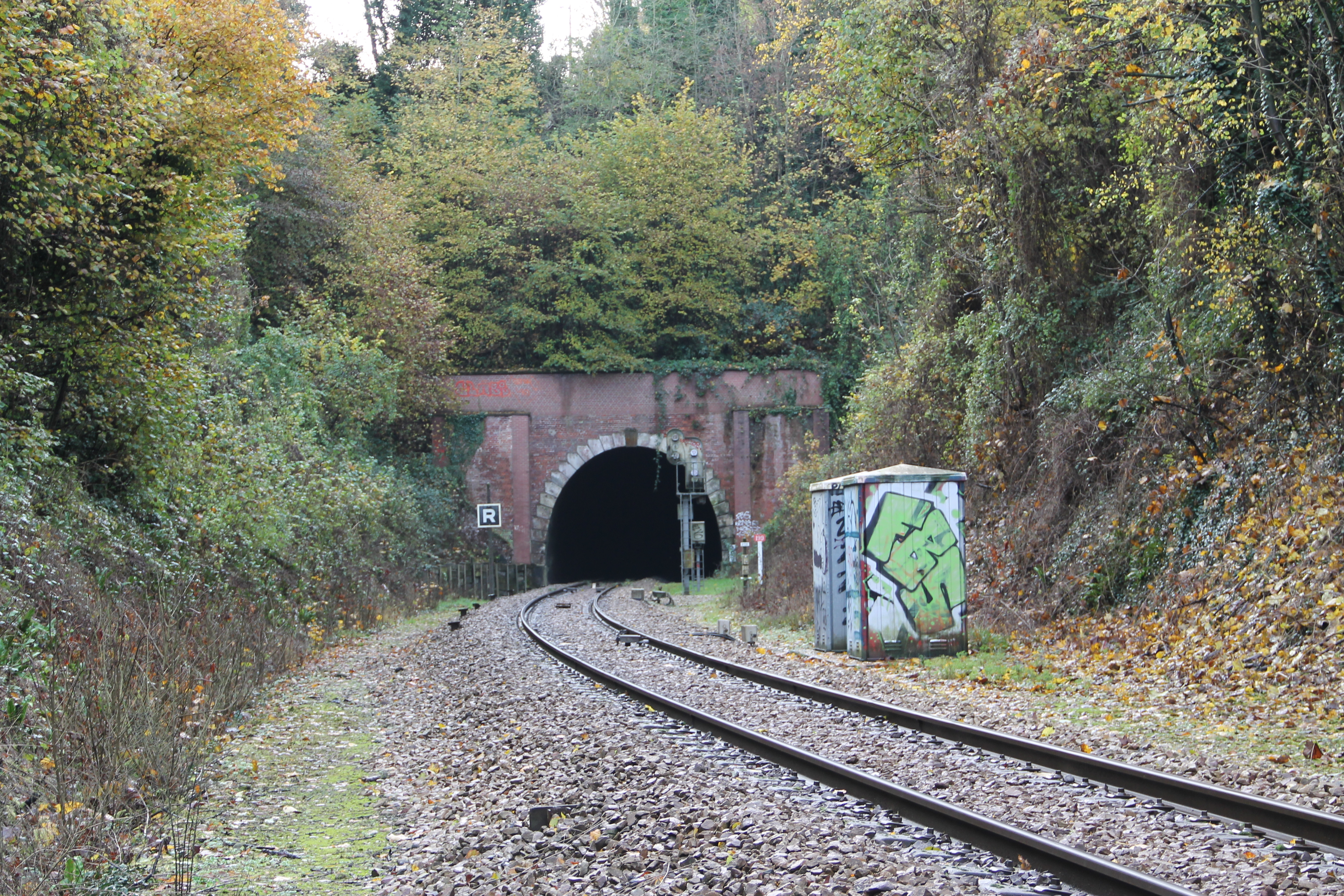
Dieppe, portail est du tunnel de Saint-Pierre, direction Rouen.
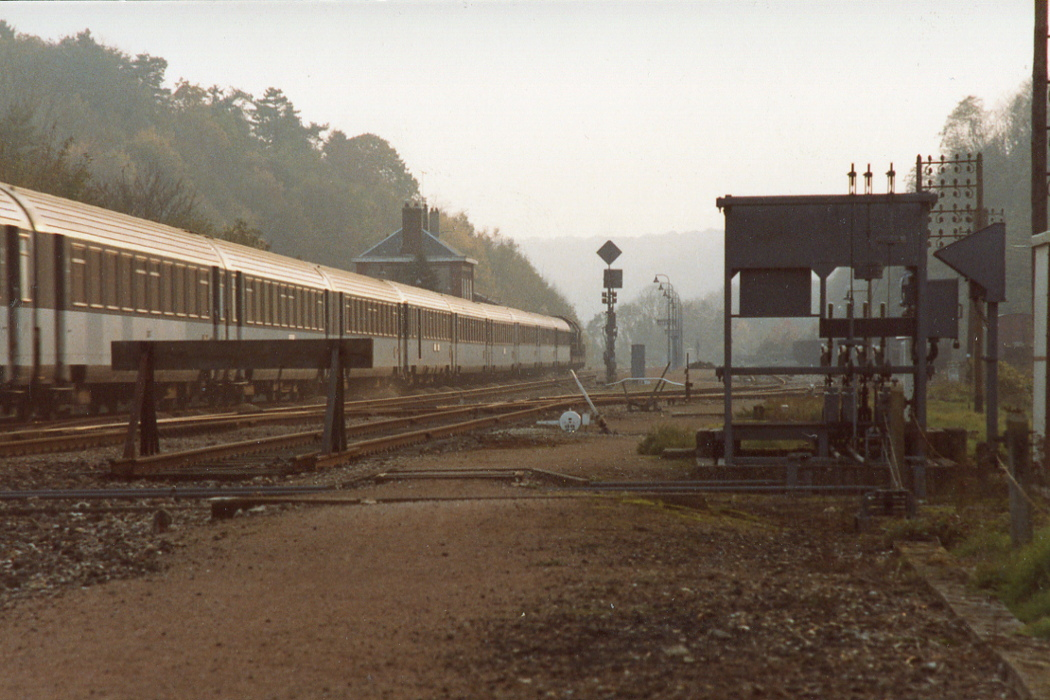
Passage en gare de Clères du train corail Dieppe – Rouen – Paris de fin d'après-midi en octobre 1978.
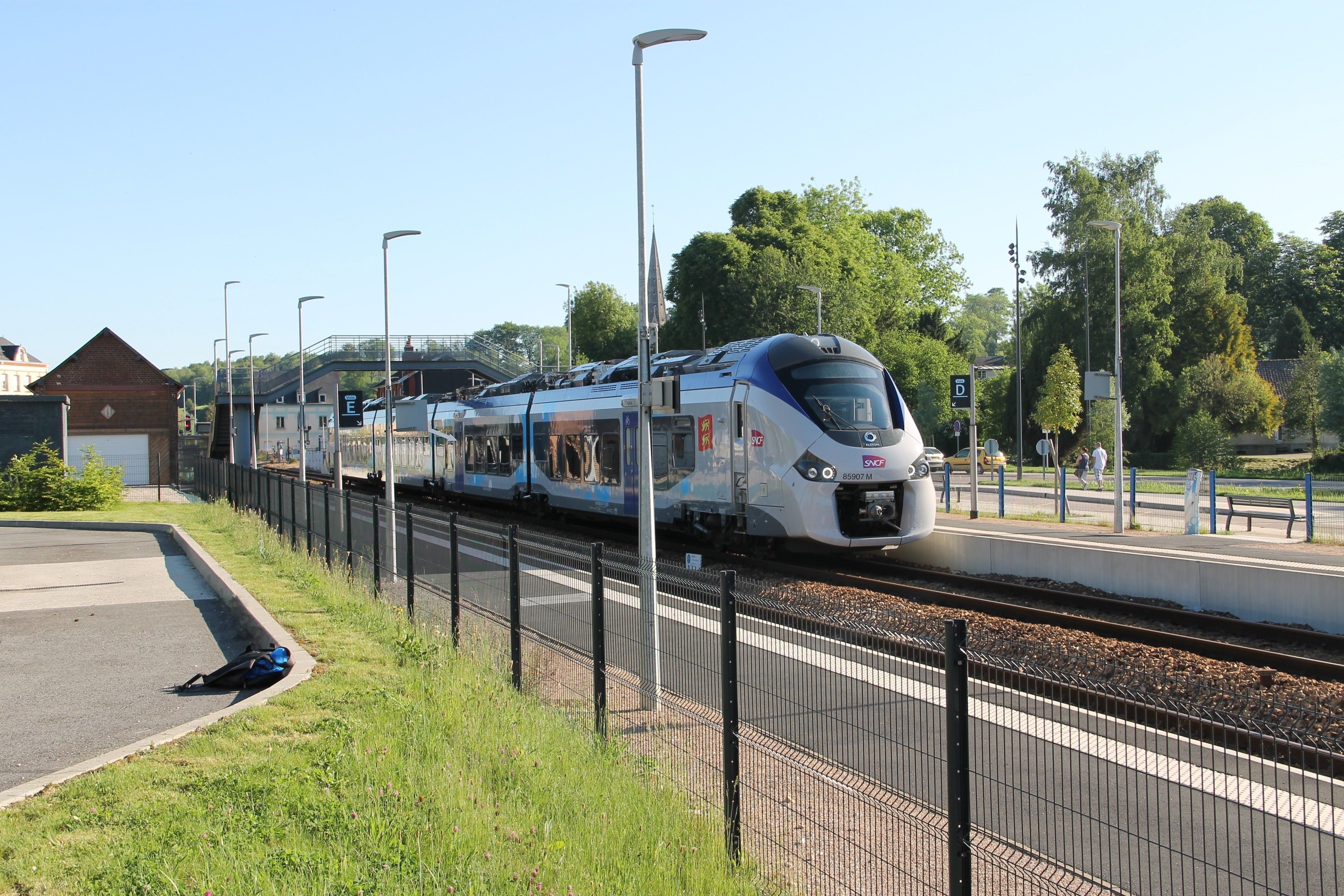
Rame Régiolis Dieppe-Rouen à Auffay en mai 2017.
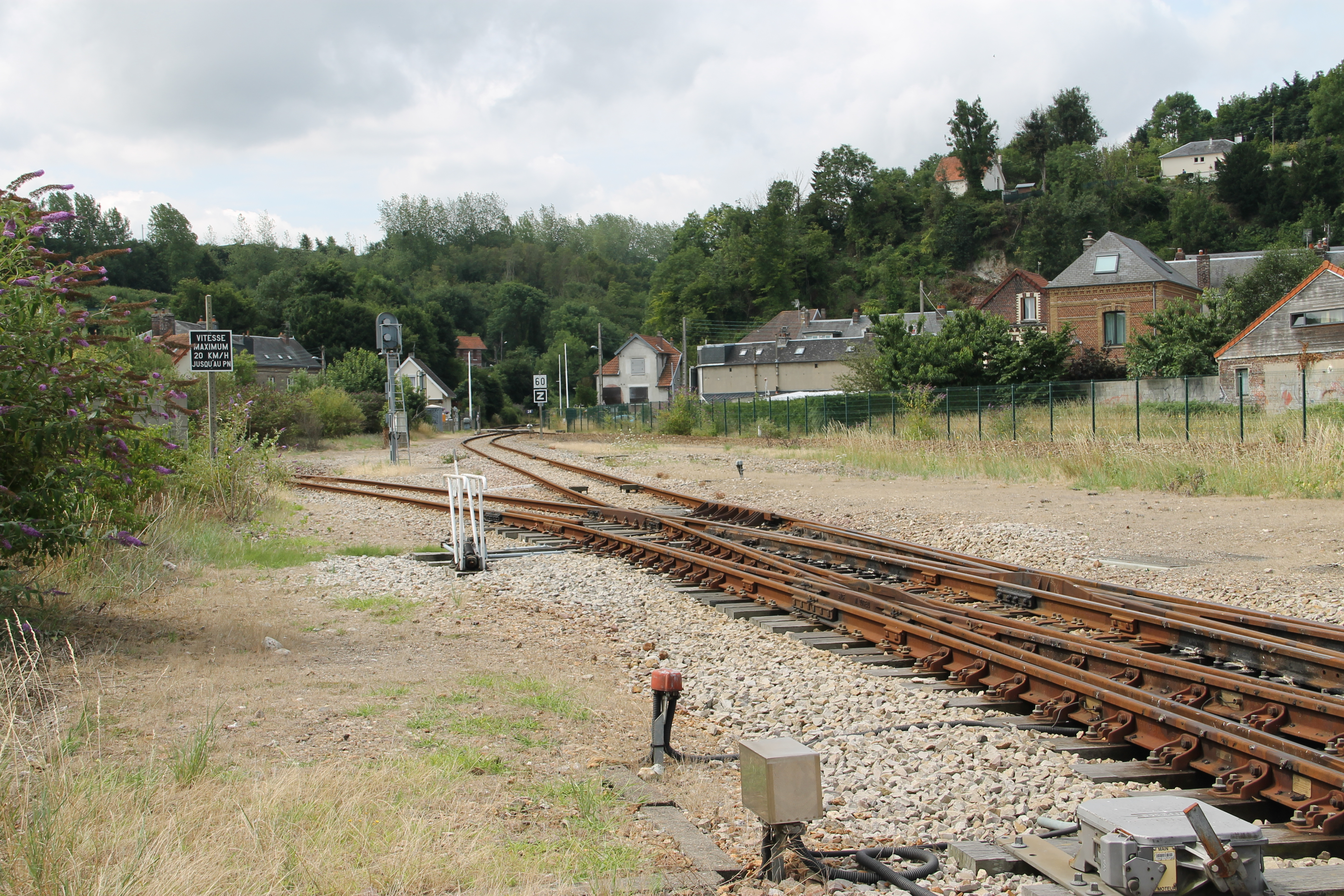
Sortie de la gare de Dieppe : séparation des lignes vers Rouxmesnil (à gauche) et Rouen (à droite).